# Ruido documental
En lenguaje documental se denomina ruido documental a aquellos documentos recuperados en una base de datos o repositorio de información, que no son relevantes para la búsqueda de información. Es uno de los principales problemas en la recuperación de información junto con su opuesto, el silencio documental. 
Para tratar de reducir el ruido, hay que acotar la búsqueda lo máximo posible: utilizar términos específicos, añadir términos asociados, usar los operadores booleanos AND y OR o evitar términos polisémicos. Los directorios suelen ser el medio que menos ruido recupera.
- Datos: Q2926527